# Stephen Frears
Sir Stephen Arthur Frears (Leicester, 20 giugno 1941) è un regista inglese.
Frears ha ottenuto due candidature all'Oscar al miglior regista: nel 1991 per Rischiose abitudini e nel 2007 per The Queen - La regina.

## Biografia
Studia alla Gresham's School ed al Trinity College dell'Università di Cambridge. Abbandonati gli studi di giurisprudenza, inizia a collaborare con il Royal Court Theatre di Londra. Dopo varie regie televisive, esordisce sul grande schermo nel 1972 con Sequestro pericoloso, film con Albert Finney ricco di citazioni del noir classico. Il film ha scarso successo e Frears riprende il suo lavoro di regista televisivo, tornando al cinema solo nel 1979 con Bloody Kids.
La stampa e la critica si accorgono di lui nel 1984 quando realizza Vendetta, mentre l'anno dopo arriva anche il successo di pubblico con My Beautiful Laundrette - Lavanderia a gettone (1985), storia di una relazione omosessuale e interrazziale sullo sfondo di una lavanderia a gettone della periferia londinese. Il film, realizzato per Channel 4, è tratto da un romanzo dello scrittore anglo-pakistano Hanif Kureishi, con il quale Frears collabora nuovamente nel 1987 per Sammy e Rosie vanno a letto.
A questo punto anche Hollywood si accorge di lui e lo chiama per realizzare la costosa trasposizione in costume del romanzo Le relazioni pericolose di Choderlos de Laclos. Il suo film, girato nel 1988, si trova involontariamente a dover competere con Valmont, tratto dallo stesso romanzo e girato nello stesso periodo da Miloš Forman, ma grazie al cast più prestigioso (composto da John Malkovich, Glenn Close e Michelle Pfeiffer) e al budget più alto, riesce ad attirare maggiore pubblico. Seguono, sempre negli Stati Uniti, altri successi quali Rischiose abitudini, per il quale viene candidato all'Oscar come migliore regista nel 1991, Eroe per caso e Due sulla strada.
Dopo il meno fortunato Hi-Lo Country, western anticonvenzionale girato nel 1998, con Alta fedeltà Stephen Frears ritrova le atmosfere british portando sullo schermo l'omonimo romanzo di Nick Hornby. Sempre nel Regno Unito sono ambientate le sue successive realizzazioni, tra cui Piccoli affari sporchi, una via di mezzo fra thriller e denuncia sociale ambientata ancora una volta sullo sfondo di una Londra multietnica, e Lady Henderson presenta, commedia sugli impresari che lanciarono il nudo a teatro nell'Inghilterra bombardata dai nazisti, con protagonista Judi Dench, che si aggiudica il Golden Globe per il miglior film commedia o musicale.
Regista ironico e provocatorio, nel 2006 lancia la sua sfida più ardua, affrontando tra mille difficoltà di lavorazione il mito intoccabile della monarchia britannica. L'establishment inglese negherà alla produzione il permesso di girare la pellicola nei luoghi reali, ma The Queen - La regina sarà caparbiamente portato a termine. Il risultato è un ritratto intimista e disincantato della regina Elisabetta II e di tutta la famiglia reale, radiografata con uno stile cronachistico, quasi televisivo, nelle contraddizioni tra immagine istituzionale e pettegolezzi privati nei giorni della vicenda della morte di Lady Diana Spencer. Il film, presentato in anteprima a Venezia, fa guadagnare alla protagonista Helen Mirren la Coppa Volpi e l'anno successivo un Oscar alla miglior attrice. Negli anni successivi gira Chéri (2009), Tamara Drewe - Tradimenti all'inglese (2010), Una ragazza a Las Vegas (2012), Muhammad Ali's Greatest Fight (2013), Philomena (2013), The Program (2015), Florence (2016) e Vittoria e Abdul (2017), film prodotto da BBC Films e che vede come protagonista Judi Dench nei panni della regina Vittoria.

## Filmografia

### Cinema
- The Burning (1968) - cortometraggio
- Sequestro pericoloso (Gumshoe) (1971)
- Vendetta (The Hit) (1984)
- My Beautiful Laundrette - Lavanderia a gettone (My Beautiful Laundrette) (1985)
- Prick Up - L'importanza di essere Joe (Prick Up Your Ears) (1987)
- Sammy e Rosie vanno a letto (Sammy & Rosie Get Laid) (1987)
- Le relazioni pericolose (Dangerous Liaisons) (1988)
- Rischiose abitudini (The Grifters) (1990)
- Eroe per caso (Hero) (1992)
- The Snapper (1993)
- Mary Reilly (1996)
- Due sulla strada (The Van) (1996)
- Hi-Lo Country (The Hi-Lo Country) (1998)
- Alta fedeltà (High Fidelity) (2000)
- Liam (2000)
- Piccoli affari sporchi (Dirty Pretty Things) (2002)
- Lady Henderson presenta (Mrs. Henderson Presents) (2005)
- The Queen - La regina (2006)
- Chéri (2009)
- Tamara Drewe - Tradimenti all'inglese (Tamara Drewe) (2010)
- Una ragazza a Las Vegas (Lay the Favorite) (2012)
- Philomena (2013)
- The Program (2015)
- Florence (Florence Foster Jenkins) (2016)
- Vittoria e Abdul (Victoria and Abdul) (2017)
- The Lost King (2022)

### Televisione
- La guerra di Tom Grattan (Tom Grattan's war) (1968) serie TV
- Parkin's Patch (1969) serie TV
- A Day Out (1972)
- The Cricket Match (1973)
- Follyfoot (1971-1973) episodi
- Daft As A Brush (1975)
- Three Men in a Boat (1975)
- Last Summer (1977)
- BBC2 Playhouse (1976) episodio
- Able's Will (1977)
- A Visit from Miss Protheroe (1978)
- Me! I'm Afraid of Virginia Woolf (1978)
- Doris and Doreen (1978)
- Bloody Kids (1979)
- Afternoon Off (1979)
- One Fine Day (1979)
- Play for Today (1975-1979) episodi
- Going Gently (1981)
- Walter (1982)
- Walter and June (1983)
- Saigon: Year of the Cat (1983)
- December Flow (1984)
- The Comic Strip Presents... (1984-1988)
- A Personal History of British Cinema by Stephen Frears (1997)
- A prova di errore (Fail Safe) (2000) - film TV
- The Deal (2003)
- Skip Tracer (2008)
- Muhammad Ali's Greatest Fight (2013) - film TV
- A Very English Scandal (2018)
- Lo stato dell'unione - Scene da un matrimonio (State of the Union) – serie TV, 20 episodi (2019-2022)
- Quiz - miniserie TV (2020)
- The Regime - Il palazzo del potere (The Regime) – miniserie TV, 3 puntate (2024)